# Northrop YF-17
Northrop YF-17 (přezdívaný "Cobra") byl prototyp lehkého stíhacího letadla navržený pro vyhodnocovací program amerického letectva Lightweight Fighter (LWF). Program LWF byl zahájen, protože mnozí z komunity stíhačů věřili, že letouny jako F-15 Eagle jsou pro spoustu bojových úkolů příliš velké a drahé. YF-17 byl vyvrcholením dlouhé řady konstrukcí firmy Northrop, počínaje projektem N-102 Fang z roku 1956 po letouny Northrop F-5.
Ačkoli letoun v soutěži LWF prohrál se strojem F-16 Fighting Falcon, byl vybrán pro nový program Naval Fighter Attack Experimental (VFAX). Ve zvětšené podobě byl jako McDonnell Douglas F/A-18 Hornet přijat do služby u amerického námořnictva a námořní pěchoty, kde postupně nahradil letouny A-7 Corsair II a F-4 Phantom II a doplnil dražší stroje F-14 Tomcat. Konstrukce koncipovaná jako malý a lehký stíhač byla dále zvětšena, čímž vznikl Boeing F/A-18E/F Super Hornet velikostí podobný jako původní F-15.

## Specifikace (YF-17A)

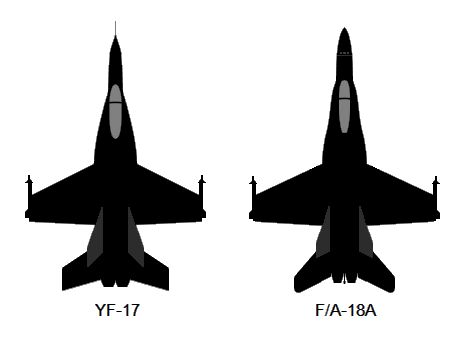
Porovnání siluet YF-17 (vlevo) a F/A-18

### Technické údaje
- Osádka: 1
- Délka: 16,92 m
- Rozpětí: 10,67 m
- Výška: 4,42 m
- Nosná plocha : 33 m²
- Hmotnost (prázdný): 9 525 kg
- Hmotnost (naložen): 10 433 kg
- Maximální vzletová hmotnost: 13 894 kg
- Pohonná jednotka: 2 × dvouproudový motor General Electric YJ101-GE-100 každý o tahu 64 kN

### Výkony
- Maximální rychlost: 2 124 km/h ve výšce 12 000 m
- Dolet: 4 506 km
- Dostup: 18 000 m

### Výzbroj
- Kanony: 1 × 20mm kanon M61 Vulcan
- Střely: 2 × AIM-9 Sidewinder